# NGC 7338
NGC 7338 est une étoile double située dans la constellation de Pégase,. L'astronome allemand Wilhelm Tempel a enregistré la position de celle-ci en 1882.